# Rudi Balázs Lajos
Rudi Balázs Lajos (Szolnok, 1967. február 4. – Jászalsószentgyörgy?, 2008. április) magyarországi cigány festőművész.

## Pályafutása
Ötgyermekes családban született, a család egy kicsiny földön gazdálkodott, a munkából a gyermek Rudi Balázs Lajos is kivette a részét. Munka után viszont rajzolt, gyermekkora óta érdekelte a rajzolás és a festészet, tizennégy éves korában már olajjal is festett. 1997 óta festett cigány témájú munkákat, főleg a hagyományos mesterségek, a szokványos életsorsok álltak érdeklődésének középpontjában. Az 1990-es évek végén bekapcsolódott a Cigány Ház alkotótáborainak munkájába, itt ismerkedett meg Kökény Róbert portréfestővel, és fordult Rudi Balázs Lajos érdeklődése is a portréfestés felé. Szinte programszerű műfaja lett a portréfestés, melyek közül sokat egyedi technikával készített, deszkán, bútorlapon készítette azokat, előbb fába égette a formákat, aztán kifestette, így alakult ki karakteres ábrázolási módja, melyet aztán olaj, vászon képein is kivitelezett. 2007 februárjában volt első önálló tárlata a Balázs János Galériában. Az alkotótáborok csoportos kiállításain már korábban is részt vett. Korai halála megakadályozta már kiérlelt terveinek megvalósításában (például tervezte a cigány holokauszt monumentális ábrázolását), de életműve így is megkerülhetetlenül a kortárs festőművészet részét képezi. A 2009-es Cigány festészet című albumban szerepeltetik életrajzát tizenkét olajfestményét.

## A 2009-es Cigány festészet című albumba beválogatott képei
- Puri romnyi (=Öregasszony) (olaj, vászon, 34x42 cm, 2003)
- Sors (olaj, vászon, 60x50 cm, 2006)
- Vágtató ló (olaj, farost, 85x106 cm, 2000)
- Keresztény nő (olaj, farost, 60x80, 1999)
- Szemesi kocsma (olaj, farost, 80x60 cm, 2000)
- Női portré (olaj, farost, 60x80 cm, 1998)
- Fájdalom (olaj, farost, 41x55 cm)
- Önarckép (olaj, farost, 60x80 cm, 1998)
- Már előre látom (olaj, farost, 60x80 cm, 1998)
- Kovácsmester (olaj, farost, 63x80 cm, 2001)
- Kosárfonó (olaj, vászon, 150x95 cm, 1998)
- Tűzrakás (olaj, farost, 35x45 cm)[1]

## Kiállításai (válogatás)

### Egyéni
- 2007 • Roma Parlament Galériája, Budapest

### Csoportos
- 2007 • Az emlékezés színes álmai : vándorkiállítás, Peking • Magyar Nemzeti Galéria, Budapest
- 2008, 2009 • Az emlékezés színes álmai, vándorkiállítás, Szolnok • Eger • Pécs • Salgótarján • Miskolc • Szekszárd